# Anderle Ádám
Anderle Ádám (Kozármisleny-Újhegy, 1943. február 25. – Szeged, 2016. november 19.) magyar történész és egyetemi oktató, a történelemtudomány MTA doktora, tanszékvezető egyetemi tanár, majd professor emeritus.

## Kutatási területe
Latin-Amerika története a 19-20. században. Magyarok Latin-Amerikában: 19-20. század. Magyar-spanyol kapcsolatok története.

## Életpályája
Egyetemi tanulmányait Szegeden a József Attila Tudományegyetemen végezte 1961-1966 között. 1966-ban kapta kézhez magyar-történelem szakos diplomáját. Egyetemi évei alatt a spanyol nyelvet is megtanulta, mert érdeklődött Kuba, Latin-Amerika, Spanyolország történelme iránt. Érdeklődését ez irányban Wittman Tibor egyetemi tanár keltette fel. Anderle Ádámnak már szakdolgozati témája is Latin-Amerikához kapcsolódott. Wittman Anderle szakmai pályakezdését is segítette, 3 évi nevelőtanári munka után 1969-ben bekerült oktatónak és kutatónak a Középkori Egyetemes Történet és Latin-Amerika Története Tanszékre, amelyet Wittman Tibor az 1959/60-as tanévtől haláláig (1972) vezetett.
Anderle egyetemi doktori disszertációját A spanyol abszolutizmus képe a magyar történeti irodalomban – a „fekete legenda” történetéhez címmel 1967-ben védte meg. 10 évvel később, 1977-ben a történettudományok kandidátusa lett Politikai mozgalmak Peruban a két világháború között. című értekezésével. Akadémiai doktori értekezését 1988-ban védte meg Nemzettudat és kontinentalizmus Latin-Amerikában XIX. és XX. században címmel. A disszertációk mellett számos szakcikkel és kötettel gyarapodott munkássága magyar és spanyol nyelven. 1977. július 1-jén egyetemi docensi, 1989. július 1-jén pedig egyetemi tanári kinevezést kapott. A Középkori Egyetemes Történet és Latin-Amerika Története Tanszéket vezette 1983/84-es tanévtől 1991/92-ig, de már előbb a tanszéken belül megalapította a Latin Amerika Története Kutatócsoportot, amelyet szintén ő vezetett az 1982-83-as tanévtől az 1992/93-as tanévig. Ebből a kutatócsoportból alapította meg Anderle Ádám a Hispanisztika Tanszéket 1993-ban, e tanszék tanszékvezető egyetemi tanára, majd 70 éves korától nyugalmazottként professor emeritusa a 2013/14-es tanévtől. A SZTE Történelemtudományi Doktori Iskola törzstagja. 20 doktorandusz hallgatója megszerezte az abszolutóriumot és a PhD fokozatot.
Anderle Ádám mint történész a spanyol nyelvvel nemcsak Spanyolország története felé nyitott, hanem az amerikai kontinens felé is, főleg a Karib-térség (Kuba) és Dél-Amerika felé. A Szegedi Tudományegyetem nemzetközi kapcsolatainak bővítéséhez járult hozzá nagy mértékben. Nemzetközi konferenciákon és kongresszusokon adott elő több mint ötven alkalommal. Oktatott, kutatott, s doktori programokban vett részt külföldön is. Tudományos közleményeinek száma 278. Különösen kiemelkedő kutatói tevékenysége, melynek eredményeit külföldön is publikálta (Caracas, Havanna, Mexikó, Madrid, Oviedo, Sevilla, Bonn, Köln, Bécs, Valencia, Liverpool, Stockholm, Lima, Berlin, Lipcse, Prága, Firenze, Leiden, Barcelona, Granada, Morelia). Kutatási területeihez az anyagot külföldi kutató útjain szerezte be, közben a tanszéki könyvtár bővítésére is folyamatosan sor került, melynek kötetei ma a SZTE Klebelsberg Könyvtárban találhatók. Jelentős teljesítményt nyújtott nemcsak a kutatásban, hanem a tudományszervezésben, az oktatásban, s főleg a tehetséggondozásban. Az Egyetemi Tudományos Tanács tagja volt haláláig.

## Tudományos publikációi (válogatás)
- A Rajk-per spanyolországi előzményei. Századok, 149:(6) pp. 1327–1361. (2015)
- Cuba en la historiografía húngara In: Opatrný Josef (szerk.) Ibero-Americana Pragensia Supplementum 35: El Caribe hispanoparlante en las obras de sus historiadores. Konferencia helye, ideje: Csehország, 2013.09.06-2013.09.07. Prága: Karolinum, 2014. pp. 49–59. ISBN 978-80-246-2437-2
- Latin-Amerika. A függetlenség útjai - Bicentenario, 1810-2010; szerk. Anderle Ádám; 2. bőv. kiad.; SZTE, Szeged, 2012
- A magyar tudományos diákköri konferenciák története, 1951-2011; összeáll., szerk. Anderle Ádám; Országos Tudományos Diákköri Tanács, Bp., 2011
- Latin-Amerika története. Szeged: JATEPress Kiadó, 2010. 179 p. ISBN 978-963-315-001-6
- La mirada húngara. Ensayos sobre la historia de España y de América Latina. Szeged: Szegedi Tudományegyetem, 2010. 217 p. ISBN 978 963 306 008 7
- El latinoamericanismo en Hungría. Társszerzőkkel: Fischer Ferenc, Lilón Domingo. ANUARIO AMERICANISTA EUROPEO 8: pp. 157–173. (2010)
- Történelmi minták és utak. Esszék Spanyolországról és Latin-Amerikáról. Szeged: Szerzői kiadás, 2009. 213 p. ISBN 978 963 482 931 7
- Magyar kivándorlás Latin-Amerikába az első világháború előtt. Szerző: Torbágyi Péter; szerk. Anderle Ádám. Szeged; SZTE Történettudományi Doktori Iskola, 2009.[6]
- A magyar emigráció Latin-Amerikában. Történelmi vázlat. Külügyi szemle 3: pp. 174–192. (2008)
- A magyar forradalom és a hispán világ. In: Anderle Ádám (szerk.) A magyar forradalom és a hispán világ, 1956. Szeged: Szegedi Tudományegyetem, Bölcsészettudományi Kar, 2007. pp. 13–19. ISBN 978 963 482 806 8
- A magyar-spanyol kapcsolatok ezer éve. Szeged: Szegedi Egyetemi Kiadó, 2006. 208 p. ISBN 9637356282
- Latin-Amerikai utakon. Szeged: Hispánia Kiadó, 2002. 162 p. ISBN 9638626402
- A magyar kérdés. Spanyol követi jelentések Bécsből 1848-1868. Szerk. Anderle Ádám. Szeged: Hispánia Kiadó, 2002. 258 p.
- Kutatási Közlemények III. A magyar-katalán kapcsolatok ezer éve. Szeged; Hispánia Kiadó, 2001. 121 p.
- Spanyolország messzire van? Szeged: Hispánia Kiadó, 2000. 134 p.
- Horváth Gyula társszerzővel: Perón – Che Guevara. Budapest; Pannonica Kiadó, 2000. 342 p. ISBN 9639252077
- Stációk. Erdély – Európa – Latin-Amerika. Tudományos konferencia Wittman Tibor professzor születésének 75. évfordulóján; összeáll. Anderle Ádám, szerk. Anderle Ádám, Nagy Marcel; Hispánia, Szeged, 1999
- Tanulmányok a latin-amerikai magyar emigráció történetéből. Szeged; Hispánia Kiadó, 1999. 93 p. ISBN 963-85831-9-3
- Investigaciones sobre América Latina. Informe para la Asamblea General de CEISAL. México, 1999.
- Kozári Mónika társszerzővel: Un Húngaro en el México Revolucionario: Kálmán Kánya Ministro del Imperio Austro-Húngaro en México durante la Revolución Mexicana y la Primera Guerra Mundial. Mexico City: EDAMEX, 1999. 220 p. ISBN 970-661-082-0

## Egyetemi tisztségei
- Dékánhelyettes (1985-1986)
- Tanszékvezető (1985-1993)
- Kutatócsoport vezető (1982-1992)
- Alapító tanszékvezető Hispanisztika Tanszék (1993-2008)
- Egyetemi Doktori Tanács tagja (2000-2005, 2005-től póttag)
- Egyetemi Habilitációs Bizottság tagja (2000-2014)
- Kari Dékáni Tanács tagja (1998-2015 )
- Kari Doktori Tanács tagja (1996-2001)
- Történész Doktori Iskola tanácsának tagja, a Modernkori Program vezetője (1997-2013)

## Tudományos tisztségei
- AHILA – Európai Latinamerikanisták Társasága: magyar koordinátor (1975-83), Végrehajtó bizottsági tag (1983-93), a Társaság elnöke (1987-90), tiszteletbeli tag (2015- )
- CEISAL – a migrációs tagozat elnöke (1990-1995)
- Magyar Latinamerikanisták Társaságának elnöke (1989-1996)
- Magyar Történelmi Társulat Igazgató Választmányának tagja (1990-1995)
- SZAB Filozófiai és Történettudományi Szakbizottságának elnöke (1990-1993, 1996-2000,2002-2005, 2008-2010)
- Országos Tudományos Diákköri Tanács (OTDT) humán (bölcsész) tagozatának az elnöke (1996-2003)
- Magyar-spanyol történész vegyesbizottság elnöke (2003-2010)
- Az OTDT elnökségének tagja (2003-2015)

## Tisztségei hazai és nemzetközi folyóiratoknál
- Historia Latinoamericana en Europa. Boletín de AHILA (Liverpool), szerk. biz. tag (1985-1993)
- Anuario Mariáteguiano (Lima), a nemzetközi tanácsadó testület tagja
- Acta Histórica. Estudios Latinoamericanos, évkönyv szerkesztője (1982-1993)
- Acta Hispánica, évkönyv szerkesztője (1996-2008)
- Jacobus. Revista de Estudios Jacobeos y Medievales, Valladolid, szerk.biz. tag, (2003-2008)
- Mediterrán Világ (Veszprém), szerk.biz.tag (2008- )
- Fundación José Carlos Mariátegui kuratóriumának alapító tagja (Lima) (2009- )
- Világtörténet tanácsadó testület tagja (2008- )

## Díjak, elismerések

### Nemzetközi elismerések
- Premio Extraordinario José Carlos Mariátegui (Casa de las Américas, 1981)
- 1997 májusában spanyol királyi kitüntetés: Orden del Mérito Civil, parancsnoki fokozat
- 1999 októbere: Perui Köztársasági Érdemrend középkeresztje
- 2008 júliusa: spanyol királyi kitüntetés: Orden de Isabel la Católica, Encomienda de Número.

### Hazai elismerések
- Széchenyi Professzori Ösztöndíj (1997-2000)
- Mestertanár aranyérem (OTDT-MTA 1999)
- Juhász Gyula-díj (2003)
- Pro Universitate (2008)
- Doctor Honoris Causa Pro Scientia aranyérem (OTDT 2011)
- A Magyar Érdemrend tisztikeresztje (2013)[7]
- Aranydiploma (SZTE, 2016. szeptember 24.)[8]

## Emlékkonferencia Anderle Ádám tiszteletére
Könyv- és folyóirat-bemutató konferenciával emlékezik Anderle Ádámra a SZTE Hispanisztikai Tanszéke, valamint az Újkori Egyetemes történeti és Mediterrán Tanulmányok Tanszéke 2017. február 24-én délelőtt 10 órától a SZTE Bölcsészettudományi Kar konferencia-termében. (6722 Szeged, Egyetem utca 2.)

## Magánélete
1964-ben nősült, felesége, Sajti Enikő is jeles történészkutató. Két gyermeküket nevelték fel.